# Ugo Zagato

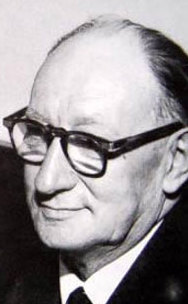
Ugo Zagato

Wort-Bildmarke

Ugo Zagato (* 25. Juni 1890 in Gavello; † 31. Oktober 1968 in Terrazzano, Fraktion von Rho) war ein italienischer Automobildesigner. Er war Gründer des nach ihm benannten Karosserieherstellers Carrozzeria Ugo Zagato & Co in Mailand.

## Leben
Ugo Zagato wuchs in ärmlichen Verhältnissen auf. Nach dem frühen Tod seines Vaters musste er im Alter von 15 Jahren einen Beruf ergreifen, um die Versorgung der großen Familie (fünf Brüder) zu ermöglichen. Er arbeitete zunächst als Gastarbeiter in einer Gießerei in Köln. 1909 kehrte er nach Italien zurück, um seinen Militärdienst abzuleisten. Danach arbeitete er bei dem Karosseriebauer Varesina in Varese, der im klassischen Stil vor allem Autobus- und Lastwagenaufbauten herstellte. Zusätzlich studierte er Konstruktionstechnik an der Santa-Maria-Schule. Während des Ersten Weltkriegs wechselte er nach Turin zu dem Flugzeughersteller Pomilio. Diese Zeit war prägend für seinen weiteren Berufsweg. Er erlernte sowohl die Methoden des Karosserieleichtbaus als auch die Grundzüge der Aerodynamik.
1919 gründete er mit fünf Mitarbeitern in Mailand den Karosseriehersteller Carrozzeria Ugo Zagato & Co. Die meisten Fahrzeugaufbauten waren damals noch stark vom Kutschenbau geprägt. Ugo Zagato setzte von Anbeginn auf Leichtbau, niedrigen Schwerpunkt und geringen Luftwiderstand. Es ergaben sich Kontakte zu dem ebenfalls in Mailand ansässigen Automobilhersteller Alfa Romeo. Zahlreiche im Motorsport erfolgreiche Alfa-Romeo-Sportwagen entstanden in Zusammenarbeit mit Zagato, allen voran die erfolgreiche Typenreihen 6C und 8C, die mehrere Siege bei der Mille Miglia sowie bei anderen Rennen einfuhren. Seitdem steht der Name „Zagato“ für sportlichen, exklusiven Automobilbau.
Im Zweiten Weltkrieg wurde das Zagato-Werk vollständig zerstört. Danach baute Zagato in der Via Giorgini in der Nähe des Alfa-Romeo-Werks in Portello das Werk neu auf. 1949 traten seine beiden Söhne, Gianni (* 1929) und Elio (1921–2009) in das Unternehmen ein. Die 1950er-Jahre waren überaus erfolgreich. 1962 wurde ein größeres Werk in der Via Arese in Terrazzano di Rho, einem Vorort von Mailand, bezogen. Die Kapazität lag bei rund 3000 Fahrzeugen pro Jahr. Nach Ugo Zagatos Tod und beginnend mit der Ölkrise 1973 geriet das Unternehmen in eine schwieriger werdende Phase. Heute wird es in dritter Generation als Designunternehmen geführt.